# Hochohmig
Die in der Elektrotechnik verbreitete Bezeichnung hochohmig wird im Sinne von mit einem hohen elektrischen Widerstand verwendet. Das Wort ist abgeleitet von der Maßeinheit Ohm. Damit werden insbesondere elektrische Schaltungen und Geräte bezeichnet, deren Eingangswiderstand oder Ausgangswiderstand vergleichsweise hoch ist.
Das Gegenstück zum hochohmigen Ein- oder Ausgang ist der niederohmige Ein-/Ausgang, der eine vergleichsweise niedrige Impedanz aufweist.
Als Besonderheit besitzen Bausteine der Digitaltechnik manchmal Ausgänge, die niederohmig den Low-Pegel oder den High-Pegel abgeben können, aber auch in einen dritten, einen hochohmigen Zustand, versetzt werden können, in dem der Ausgang abgeschaltet ist. Diese Eigenschaft wird als tristate bezeichnet.
Beispiele:
- Ein hochohmiger Eingang ist erwünscht
  - bei einem Spannungsmessgerät, da es dem Messobjekt möglichst wenig elektrischen Strom entziehen soll.
  - bei einem Vorverstärker für piezoelektrische Sensoren, Elektret- oder Kondensatormikrofone.
- Ein hochohmiger Ausgang (in den hochohmigen Zustand geschalteter Ausgang) ist erforderlich, wenn dieser mit einem anderen Ausgang parallel geschaltet werden soll – nur einer von beiden darf jeweils niederohmig sein, ansonsten können zerstörerische Querströme entstehen.
- Eine niederohmige elektrische Energiequelle verhält sich wie eine Spannungsquelle, eine hochohmige elektrische Energiequelle wie eine Stromquelle.